# Piotr Odrowąż ze Sprowy i Zagórza
 Piotr Odrowąż ze Sprowy i Zagórza (ur. XV wiek, zm. 6 września 1450) – starosta generalny ruski w 1440 roku, starosta lwowski w latach 1442-1450 i  podolski, wojewoda ruski (1437),  wojewoda podolski (1434), starosta samborski i starosta halicki.

## Życiorys
31 grudnia 1435 roku podpisał akt pokoju w Brześciu Kujawskim. W 1438 roku był uczestnikiem konfederacji Zbigniewa Oleśnickiego. 
Piotr Odrowąż jako wojewoda lwowski był dowódcą wyprawy na Mołdawię i prowadził posiłki z Wołoszczyzny wraz z kasztelanem sandomierskim Przedborem z Koniecpola, dowodzący chorągwiami ziem lwowskiej i przemyskiej, zaś Teodoryk Buczacki, kasztelan i starosta podolski był na czele szlachty podolskiej.  Gdy część wojsk polskich i Mołdawian, Aleksandra Eliaszewicza, skierowała się do ucieczki, sytuację zdołał jednak opanować Piotr Odrowąż, pełniący  rolę dowódcy w bitwie. Jednak w czasie odwrotu w lasach pod Crasną niedaleko Vaslui tabory wojsk polskich zostały   niespodziewanie zaatakowane przez Mołdawian. Wkrótce (6 września 1450) wywiązała się krwawa bitwa z głównymi siłami Bogdana. Polacy zwyciężyli, ale ponieśli duże straty w ludziach. Zginął wtedy Piotr Odrowąż, Michał Buczacki i Mikołaj Poraj, starosta halicki. Niepowodzenie tej kampanii przekreśliło możliwość włączenia Mołdawii do Polski.

## Posiadłości
Wieś Piekoszów, dawniej Piankoszów, odległa o 1,5 mili od Kielc, była siedzibą rodu Odrowążów, w tym Piotra Odrowąża, który tam miał ukończyć budowę kościoła. Był też współfundatorem kościoła w Żurawicy i założycielem miasta Szczekociny. W 1431 roku za pośrednictwem księcia Witolda stał się Piotr Odrowąż właścicielem Satanowa i  miał ufundować tamtejszy zamek oraz wystawił załogę rycerską do obrony pobliskich terenów przed tatarskimi atakami, które parokrotnie spustoszyły Podole.

## Rodzina
Był synem Dobiesława ze Sprowy i Zagórza. Miał czterech braci. Byli nimi Jan Odrowąż ze Sprowy (zm. 1450) –  arcybiskup lwowski, Mikołaj, Paweł Odrowąż - kasztelan lwowski (1463) i Dobiesław Odrowąż – kasztelan przemyski. Pozostała po Piotrze Odrowążu wdowa - Katarzyna, za zgodą syna swego Jana, wojewody ruskiego, uposażyła wzniesiony kościół w Piekoszowie.